# Josh Hammond
Josh Paul Hammond (Boise, 7 de setembro de 1979) é um ator norte-americano, conhecido por seus papéis nos filmes Jeepers Creepers 2, Black Cadillac, e The Brotherhood.  Ele também apareceu em séries televisivas como Malcolm in the Middle, Scrubs, CSI: NY e Boston Public. Foi casado com a atriz Kristina Page.

## Filmografia
- Alice D (2014)
- Piranha Sharks (2014)
- American Girls (2013)
- The Penny Dreadful Picture Show (2013)
- Rabid Love (2013)
- The House Across the Street (2013)
- Money Shot (2012)
- Noah (2013)
- Rabid Love (2012) (curta-metragem)
- Pheromone (2010) (curta-metragem)
- Lure (2010)
- Dead Tone (2007)
- The Tripper (2006)
- Malcolm in the Middle (2006)
- Over Your Head (2006) (telessérie)
- Scrubs (2006) (telessérie)
- Living with Fran (2005) (telessérie)
- Las Vegas (2004) (telessérie)
- Blue Demon (2004)
- CSI: NY (2004) (telessérie)
- Century City (2004) (telessérie)
- Ring of Darkness (2004)
- Black Cadillac (2003)
- Timecop 2: The Berlin Decision (2003)
- Jeepers Creepers 2 (2003)
- Dawson's Creek (2003) (telessérie)
- What I Like About You (2003) (telessérie)
- Scorcher (2002)
- Dead Above Ground (2002)
- Undressed (2001) (telessérie)
- Yes, Dear (2001) (telessérie)
- Microscopic Boy (2001)
- Boston Public (2000) (telessérie)
- The Last Dance (2000) (telefilme)
- The Brotherhood (2000)
- 100 Deeds for Eddie McDowd (1999) (telessérie)
- The Woman Chaser (1999)
- Pacific Blue (1999) (telessérie)
- Alien Arsenal (1999)
- Money Shot (2012)